# Bürgel
Bürgel – miasto w Niemczech, w kraju związkowym Turyngia, w powiecie Saale-Holzland.
Miasto pełni funkcję „gminy realizującej” (niem. „erfüllende Gemeinde”) dla trzech gmin wiejskich: Graitschen bei Bürgel, Nausnitz oraz Poxdorf.
W mieście powstał w XII w. z fundacji margrabiego Łużyc Henryka z Grójca klasztor benedyktynów (zniesiony w XVI w.) z istniejącym do dziś romańskim kościołem Najświętszej Marii Panny i św. Jerzego.

## Współpraca
Miejscowość partnerska:
- Riedlingen, Badenia-Wirtembergia
- Willich, Nadrenia Północna-Westfalia